# Lijst van voetbalinterlands El Salvador - Rusland
Deze lijst van voetbalinterlands is een overzicht van alle officiële voetbalwedstrijden tussen de nationale teams van El Salvador en Rusland. De landen hebben tot op heden een keer tegen elkaar gespeeld. Dat was een vriendschappelijke wedstrijd in Los Angeles (Verenigde Staten) op 17 februari 1993.

## Wedstrijden
| № | Plaats      | Datum            | Competitie        | Wedstrijd             | Uitslag |
| - | ----------- | ---------------- | ----------------- | --------------------- | ------- |
| 1 | Los Angeles | 17 februari 1993 | Vriendschappelijk | Rusland − El Salvador | 2 − 1   |

## Samenvatting
| Competitie        | Totaal gespeeld | Winst El Salvador | Gelijk | Winst Rusland | Doelsaldo El Salvador – Rusland |
| ----------------- | --------------- | ----------------- | ------ | ------------- | ------------------------------- |
| Vriendschappelijk | 1               | 0                 | 0      | 1             | 1 − 2                           |
| Totaal            | 1               | 0                 | 0      | 1             | 1 − 2                           |

Wedstrijden bepaald door strafschoppen worden, in lijn met de FIFA, als een gelijkspel gerekend.

## Details

### Eerste ontmoeting
| Vriendschappelijk (Los Angeles, Verenigde Staten, 17 februari 1993): |              | |
| Rusland | 2 – 1        | El Salvador |
| Viktor Onopko 53' (pen.) Bakhva Tedeyev 55' | goals        | 60' Raúl Díaz Arce |
| Pavel Sadyrin | bondscoach   | Jorge Vieira |
| Sergej Ovtsjinnikov Dmitriy Khlestov Igor Sklyarov Andrey Ivanov Andrey Afanasyev Viktor Onopko Valeri Karpin 46' Igor Ledyakhov Bakhva Tedeyev Vladimir Bestsjastnych 78' Dmitri Radtsjenko | opstellingen | Raúl García William Osorio Geovanni Trigueros Léonel Cárcamo Jorge Abrego 28' Alfredo Vásquez Guillermo Rivera Mario Mayén Meza 57' Milton Meléndez Raúl Díaz Arce William Iraeta |
| Oleg Sergeyev 46' Yuriy Matveyev 78' | wissels      | 28' Mauricio Cienfuegos 57' Julio Palacios |
| Dmitriy Khlestov ??' Igor Sklyarov ??' | gele kaarten | |
| Dmitri Radtsjenko 40' | rode kaarten | |